# Circunscrições eclesiásticas católicas da Gâmbia e da Serra Leoa

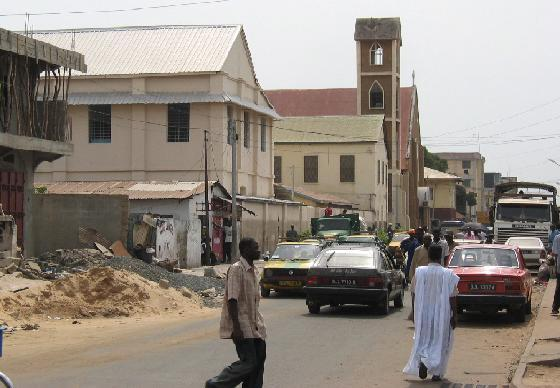
Catedral de Nossa Senhora da Assunção, em Banjul

As circunscrições eclesiásticas católicas da Gâmbia e da Serra Leoa estão sujeitas à mesma conferência episcopal, e consistem em apenas uma única diocese, sob jurisdição da Santa Sé, na Gâmbia, e mais quatro circunscrições na Serra Leoa, todas listadas abaixo.

## Gâmbia

### Imediatamente ligada à Santa Sé
- Diocese de Banjul[2]

## Serra Leoa

### Província Eclesiástica de Freetown
- Arquidiocese de Freetown[3]
  - Diocese de Kenema
  - Diocese de Makeni
  - Diocese de Bo